# سعد الدولة الحمداني
سعد الدولة أبو المعالي شريف بن علي بن أبي الهيجاء بن حمدان الحمداني هو الحاكم الثاني لإمارة حلب الحمدانية التي شملت معظم أراضي شمال سوريا. وهو أيضًا ابن مؤسس الإمارة سيف الدولة، وقد ورث العرش في سن مبكرة وفي منتصف هجوم كبير من قبل الإمبراطور البيزنطي نقفور الثاني الذي تمكن من غزو الأجزاء الغربية من منطقته وحوّل حلب الى دولة خاضعة خلال سنتين فقط. وفي مواجهة حركات تمرد وثورات عديدة حتى عام 977 لم يكن سعد الدولة قادرًا على دخول عاصمته التي كانت في أيدي قرغويه رئيس وزراء والده. ومن خلال الحفاظ على علاقات وثيقة مع البويهيين تمكن من إعادة تأسيس سلطته في أجزاء من الجزيرة العربية، ولكن سرعان ما تم تحدي حكمه من قبل أحد ولاته المتمردين بكجور الذي كان مدعومًا من قبل الفاطميين في مصر، أصبح سعد الدولة يعتمد بشكل متزايد على المساعدة البيزنطية على الرغم من تذبذب ولائه بين البيزنطيين والبويهيين والفاطميين.
| سبقه سيف الدولة الحمداني | أمير حلب 967–991 | تبعه سعيد الدولة الحمداني |